# Karin Stoiber
Karin Stoiber geb. Rudolf (* 6. Juli 1943 in Buchau, damals Reichsgau Sudetenland) ist die Ehefrau von Edmund Stoiber, der von 1993 bis 2007 Ministerpräsident des Freistaats Bayern war. Als „Schirmherrin und Patin caritativer und sozialer Projekte“ wurde Karin Stoiber 2009 mit dem Bayerischen Verdienstorden ausgezeichnet.

## Leben und Wirken
Karin Rudolf wurde als Tochter einer Schneiderin im Sudetenland geboren, ihr Vater war Stadtratsabgeordneter. Nach dem Ende des Zweiten Weltkriegs wurde ihre Familie aus der Tschechoslowakei vertrieben. Sie absolvierte in Bayern eine Ausbildung zur Bankkauffrau, und arbeitete in einer Bank in Geretsried.
Beim Fußballclub BC Farchet lernte sie 1963 ihren späteren Ehemann Edmund Stoiber kennen, den sie 1968 heiratete. Die Eheleute wohnen in Wolfratshausen und haben drei Kinder.
Karin Stoiber wurde während der Amtszeit ihres Mannes oft als „First Lady“ des Freistaates bezeichnet und setzte sich für wohltätige Zwecke ein. Sie war Schirmherrin des ersten Kinderhospizes in Süddeutschland, das 2007 in Bad Grönenbach eröffnet wurde. Für das „Kinderhospiz St. Nikolaus“ warb sie 2,5 Millionen Euro an Spendengeldern ein. Sie arbeitete ehrenamtlich oder als Patin für etwa vierzig soziale Einrichtungen.
Seit 2007 ist Karin Stoiber Ehrenmitglied der Sudetendeutschen Landsmannschaft.